# آلدرسون (اکلاهما)
آلدرسون(به انگلیسی: Alderson) شهری در ایالت اکلاهما کشور ایالات متحده آمریکا است که جمعیت آن در سرشماری سال ۲۰۱۰ میلادی، ۳۰۴ نفر بوده‌است.